# Wesley Clark (scientifique)
Wesley Allison Clark, né le 10 avril 1927 et décédé le 22 février 2016 est un physicien américain qui est considéré comme l'inventeur du premier ordinateur personnel.

## Biographie
Né à New Haven, dans le Connecticut, Wesley Clark a grandi à Kinderhook, New York et dans le Nord de la Californie, où ses parents Wesley et Eleanor Kittell avaient déménagé. Il a étudié à l'université de Berkeley, dont il sera diplômé en physique en 1947.
Il a intégré le MIT, au Laboratoire Lincoln, en 1952 où il rejoint l'équipe du Projet Whirlwind et participe au développement du Memory Test Computer (MTC), basé sur des mémoires en ferrite. En 1964, Wesley Clark se rend à l'université Washington de Saint-Louis, où il travaille avec Charles Molnar sur les macromodules, avec le projet de permettre aux utilisateurs de l'informatique de créer leur propre univers de façon modulaire et granulaire. Et en 1967, il suggère à Larry Roberts l'idée d'utiliser des petits ordinateurs indépendants pour créer ce qui deviendra les Interface Message Processors, commandés en 1968 pour préparer le lancement de l'ARPANET.